# Vilar de Andorinho
Vilar de Andorinho é uma localidade portuguesa, sede da Freguesia de Vilar de Andorinho do Município de Vila Nova de Gaia, freguesia com 6,52 km² de área e 18003 habitantes (censo de 2021), tendo, por isso, uma densidade populacional de 2 761,2 hab./km².
Os lugares da freguesia são: Baiza, Balteiro, Giesta, Lijó, Mariz, Mata, Menesas, Moinhos, São Lourenço, Serpente (onde se encontra a urbanização Vila d'Este) e Vilar. Há, no entanto, referências documentais a outros lugares, como Barrosa de Baixo e Barrosa de Cima, Aldeia de Baixo e Aldeia de Cima, Campo Grande, Igreja e Igreja Velha.

## Demografia
A população registada nos censos foi:
| Ano  | 0-14 Anos | 15-24 Anos | 25-64 Anos | > 65 Anos |
| 2001 | 3547      | 2440       | 9456       | 1267      |
| 2011 | 3163      | 2385       | 10548      | 2059      |
| 2021 | 2363      | 2173       | 10186      | 3281      |

## Símbolos heráldicos
- Armas: Escudo de prata, uma andorinha de sua cor, alcandorada sobre um penhasco de negro, saínte de uma campanha de burelas ondeadas de azul e prata; em chefe, uma coroa mural antiga de vermelho, entre duas cebolas de verde, folhadas do mesmo.
- Timbre: Coroa mural de prata de três torres. Listel branco com a legenda a negro, em maiúsculas: "VILAR DE ANDORINHO".

### Simbologia
- Torres da coroa mural: em número de três, por ser freguesia.
- Coroa mural antiga a encimar a andorinha: porque a freguesia aparece documentada anteriormente à Fundação da Nacionalidade Portuguesa.
- Campanha de burelas ondeadas de azul e prata: o Rio Febros, que atravessa a freguesia e vai desaguar ao Rio Douro.
- Penhasco: o Monte da Virgem, ex libris gaiense, na encosta do qual se encontra a freguesia.
- Cebolas: no passado a freguesia era afamada pela grande produção de cebola, exportada para Inglaterra, cujos lucros eram importantes para os agricultores da terra.

## Situação geográfica
Vilar de Andorinho detém uma posição geográfica estrategicamente privilegiada. Cercada por cinco das mais importantes freguesias do concelho de Vila Nova de Gaia – Oliveira do Douro, Avintes, Pedroso, Canelas e Mafamude – confina com o centro da cidade, interligando-se e complementando-se com ele, quer a nível de serviços, quer a nível de outros sectores de actividade.
A abertura da Estrada Nacional 222, e mais recentemente do nó de ligação desta ao IP1, que atravessa a freguesia, veio melhorar significativamente as comunicações com as cidades de Gaia e Porto. A ligação directa à Avenida da República através da Estrada Nacional 222 e a ligação ao Porto pelo IP1 (Ponte do Freixo), colocaram Vilar de Andorinho numa posição privilegiada, que tem vindo a atrair cada vez mais gente.

## Atividades económicas
- Metalurgia
- Construção civil
- Comércio

## Educação
- Agrupamento da Serpente (Vila d'Este)
- Escola EB 1.º Ciclo da Serpente
- Escola EB 1.º Ciclo de Mariz
- Escola EB 1.º Ciclo de Vilar
- Escola EB 1.º Ciclo de Balteiro
- Escola EB 1.º Ciclo de São Lourenço
- Escola EB 2 de Vilar de Andorinho
- Escola EB 2, 3 de Vila d'Este

## Colectividades
- ADCR, Associação Desportiva Cultural e Recreativa de Vilar de Andorinho
- Ass. de Proprietários da Urbanização de Vila d'Este
- Ass. Recreativa "Os Modestos" de Vilar de Andorinho
- Associação Cultural Desportiva de S. João da Serra
- Associação Cultural e Recreativa "Estrelas do Sul"
- Associação de Moradores de Vila d'Este
- Associação de Moradores e Utentes de Balteiro
- Associação Vila d'Este Jovem
- Clube da Malha de Vila Nova de Gaia
- Corpo Nacional de Escutas
- Grupo Desportivo "Cem Paus"
- Grupo Desportivo "Incansáveis do Atletismo"
- Grupo Desportivo de Vila d'Este
- Grupo Desportivo e Cultural de S. Lourenço
- Missão Evangélica "As Sete Trombetas de Jesus Cristo"
- Sociedade Columbófila de Vilar de Andorinho
- Tuna Musical "A Vencedora" de Vilar de Andorinho
- Vilar de Andorinho Futebol Clube
- Associação Preservar Memórias de Vilar de Andorinho

## Festas e romarias
- Nossa Senhora do Rosário (último domingo de Maio)
- São João da Serra
- Festa da Cebola
- São Lourenço (última semana de Agosto)
- Vilar Medieval

## Topónimo "Vilar de Andorinho"
O topónimo "Vilar de Andorinho" surge no século XIV, substituindo o de “Vilar de Febros”. O termo “Vilar” é empregue para designar uma pequena vila ou fracção da vila rústica medieval. Quanto ao significado ou origem do termo “Andorinho”, tem-se entendido ser uma corrupção do antropónimo godo “Adonorigo”, nome de um patrono ou padroeiro da igreja de Vilar de Febros que viveu no século XII. Não há contudo uma opinião unânime quanto a esse significado. No entanto, a designação “Vilar de Andorinho” não é das mais antigas, surgindo muitos outros topónimos na freguesia que lhe são anteriores. É o caso de “Mariz”, derivado de “Amalarici”, provavelmente o mais antigo de todos, referente ao nome de um senhor godo destas terras, e que poderá remontar ao século V ou VI. Já o topónimo “Balteiro” terá raízes germânicas, enquanto que “Baiza” é de origem desconhecida. “São Lourenço” diz respeito ao santo mártir. Quanto aos restantes lugares, é certo que “Lijó” tem raízes medievais, sendo durante muito tempo conhecido por “Alijó”; “Menesas” deriva possivelmente de Meneses, sobrenome de raízes toponímicas, tirado da localidade de Meneses de Campos, na província de Palência, em Espanha; “Giesta” deve reportar-se à abundância do respectivo arbusto; “Moinhos” é também facilmente identificável; “Castêlo” é relativo a um castro muito antigo que se situa no extremo de Lijó; e “Mata”, bem mais recente, deve-se aos muitos pinheiros existentes neste ponto de passagem para Avintes.

## História
Situada numa região privilegiada pela natureza, a freguesia de Vilar de Andorinho apresenta vestígios de ocupação humana desde tempos muito recuados. O local era já habitado em épocas pré-históricas. A testemunhar isso mesmo existem as mamoas da Serpente e Lijó, que atestam uma vivência neolítica. O próprio topónimo “Castêlo” e a existência de um castro, que ficava no território então ocupado pelos Turduli Veteres, ou Túrdulos, constituem uma valiosa prova da presença de povos nestas zonas, em tempos longínquos, que, de acordo com os estudos realizados, deverão rondar os séculos I a.C. e I d.C.. Este Castro, alvo de escavações arqueológicas efectuadas em 1985, recebeu duas denominações possíveis: uma relacionada com o lugar onde foi descoberto (Castro de Baiza) e outra relativa à família a quem terá pertencido (Castro do Guedes). Este monumento castrejo estaria organizado segundo um sistema defensivo, composto por três cinturas de muralhas pétreas concêntricas, a mais interior atingindo por vezes três metros de espessura. Com estas muralhas se articulariam diversas habitações também circulares, organizadas num núcleo familiar em redor de um pátio central lajeado. Na sequência das pesquisas levadas a cabo, ficou provado um pormenor curioso e que consiste no facto de o castro ter sido habitado durante duzentos anos consecutivos, o que contraria a tendência nómada da época.
No século XI aparece a primeira referência documental a Vilar de Andorinho, então Vilar de Febros, cuja igreja era da apresentação da Sé Portucalense. Tal documento, datado 1072, faz alusão à existência de um mosteiro de São Salvador, podendo encontrar-se a sua transcrição no Catálogo dos Bispos do Porto, de D. Rodrigo da Cunha, Bispo do Porto, cuja primeira edição data de 1623: “O Presbítero Rodrigo Tuulfes doa ao abade D. Mendo e seus frades et ad ipsius dictus Sanctos Salvador jam supradictum, acisterio Villar com seus bens que possui aqui in villa Villar inter Uluvaria (Oliveira do Douro) et Ecclesiola discurrente rirulo Fevevos (rio Febros) e noutras villas suas próprias de Sancta Eulália, Outeiro et Villar, herdadas de seus pais e avós e tudo Subtus Monte Grande, território Portucalense discurrente ribulo Feveros”. Por aqui se pode constatar a independência de Vilar de Andorinho em relação a Pedroso, estando ligada, isso sim, à Sé Portucalense.
Nova citação documental surge em 1103, aludindo a uma doação feita à Sé de Coimbra, por um tal Gonçalo, da parte que possuía no mosteiro de Vilar: “Mea ratione de monasterio de Villar de Mihievennit in portione e de avorum meorum vel parentum”. Nos anos seguintes, sucederam-se provas similares, o que leva a concluir a existência de inúmeros herdeiros ligados ao mosteiro. Numa delas, feita ao Bispo do Porto, D. Pedro Pitões, em 1146, aparece pela primeira vez a denominação “Vilar de Febros”, a qual se manteve pelo menos até 1309: “Eu Suares Gonçalves Sacerdote, juntamente com meos irmãos assinamos este prazo, ou testamento, por nossas próprias mãos, a vos dom Pedro, & à Igreja de Santa Maria da See do Porto (…) monasterio Sancti Salvatoris de Villar de Feveros subtus monte Grande discurrente flumine Durio inmare oceanum”.
Um facto preponderante na história da Freguesia, e que é mencionado em muitos documentos de datas diferentes, é a disputa acesa entre a Sé do Porto e o Mosteiro de Pedroso pela posse deste padroado. Esta situação, levada até ao extremo, provocou o assassinato do religioso Andorinho, por parte de Gonçalo Barriço, um dos herdeiros da Igreja, acabando por estar na génese da designação definitiva da freguesia. A contenda só foi resolvida em 1256, por intervenção do Bispo do Porto, D. Julião, que decidiu a favor do Mosteiro de Pedroso, que manteve o padroado da Igreja de Vilar de Andorinho até 1496, ano em que este transitou para o Mosteiro de Santa Clara do Porto, por troca com a Igreja de São João da Folhada, em Marco de Canaveses.
Existem outras referências documentais, sobre diversos assuntos. Em 1270, D. Afonso III dá Carta de Aforamento a Egídio Ferrario e seus sucessores de dois casais em Soeime (Vilar de Andorinho) estabelecendo que os trabalhassem, povoassem e aí fizessem vinha, bem como o pagamento anual da quarta parte do pão, linho, legumes e outros frutos e a quinta parte do vinho dos terrenos arroteados, e a quinta parte do pão, vinho, linho, legumes e outros frutos dos terrenos não arroteados; é ainda estabelecido o pagamento de várias “Direituras” no Entrudo, Natal e Páscoa. Em 1284, Gil Peres e sua mulher Urraca Martins renunciam ao aforamento de dois casais em Soeime, por proposta de Estêvão Lourenço, procurador do Rei, na presença de João Soares, Juiz de Gaia e de várias testemunhas.
No foral de Gaia e Vila Nova, concedido por D. Manuel I, em 20 de Janeiro de 1518, são referidos alguns dos prazos existentes em Vilar de Andorinho, bem como os seus enfiteutas e os foros a que estes estavam obrigados.
Nos séculos XVII, XVIII e grande parte do século XIX, o domínio directo das terras pertencia a instituições como o Cabido da Sé do Porto ou a Congregação de Nossa Senhora da Conceição de Oliveira do Douro, estando estas emprazadas, na sua maioria, a lavradores locais.
Vilar de Andorinho sempre foi uma freguesia eminentemente rural, onde prosperaram algumas famílias de abastados lavradores e moleiros. No século XIX eram três as mais importantes casas de lavoura da freguesia: a Casa de Castro, da família Dias de Castro, no lugar de Mariz, e as Casas Dias, da família Dias dos Reis, e Tavares, no lugar de Baiza, todas elas descendentes, como praticamente todas as casas de lavoura da freguesia em inícios do século XX, de um Sebastião Colaço, que viveu nesse freguesia, na passagem do século XVI para o século XVII, e cujos descendentes se unem à família Mascarenhas Malafaia, que se fixou em Vilar de Andorinho na segunda metade do século XVII. Outra casa de lavrador abastado era a Casa do Pereira, também no lugar de Baiza. A mais abastada família de moleiros talvez tenha sido a dos Guedes, que possuíam vários moinhos no rio Febros, que limita as freguesias de Vilar de Andorinho e Avintes.
A moagem de cereais foi, desde tempos recuados, uma actividade económica de grande importância para Vilar de Andorinho. Já em 1568 D. Sebastião concedera licença ao chantre João Fevereiro e ao cónego Lourenço de Figueiroa para poderem dar à mesa capitular o terço dos moinhos que possuíam na Ribeira de Febros, em Vilar de Andorinho.
A freguesia chegou a ter juiz eleito e companhia de ordenanças, com seu capitão.
A segunda metade do século XIX coincidiu com um período de relativa prosperidade para os vilarenses. A proximidade com cidade do Porto permitia o rápido escoamento da produção agrícola e pecuária, que estava vocacionada, sobretudo, para produtos alimentares como o milho, os legumes, o vinho e a carne de bovino. Os legumes, e outros produtos, seguiam em carros de bois para o Esteiro de Avintes, onde embarcavam rumo à cidade. O milho destinava-se essencialmente ao fornecimento dos vários moinhos que marginavam o Rio Febros, sendo parte da farinha que aí se produzia usada no fabrico da Broa de Avintes. A propriedade, de dimensão reduzida, estava estruturada, como em todo o Minho e Douro Litoral, de uma forma eficiente e bastante produtiva. Nos limites das propriedades e sobre os caminhos, os lavradores plantavam as videiras, sob a forma de ramadas, ocupando, assim, muito pouco do reduzido espaço arável de que dispunham. Nos campos semeavam o milho, cujas canas serviam, muitas das vezes, de suporte para o feijão, plantado entre o milho, e os legumes. O milho servia também de alimento para o gado, que, além de ser um instrumento de trabalho, dava o leite e a carne que consumiam e vendiam. Esta prosperidade teve como consequência a melhoria das condições de vida da população local, a ponto de escassear a mão-de-obra necessária ao amanho da terra - os serviçais ou moços de servir e os jornaleiros. Essa melhoria das condições de vida, aliada à escassez de mão-de-obra, tornou-se bastante apelativa para as populações carenciadas do interior rural, o que explica a intensa vaga migratória proveniente das terras da Feira, Cambra e Arouca, terras vizinhas. Porém, esse movimento migratório vem a ter um efeito perverso - a diminuição do nível de vida geral dos paroquianos. A vida de muitos destes homens e mulheres em nada melhorou. Eram explorados pelos lavradores, trabalhando por pouco mais que um ressesso naco de broa, dormindo ou vivendo em espaços com menos condições que as cortes dos animais. Os ricos lavradores, apesar de abastados, continuaram a viver na mesma ignorância e rudeza que os seus criados.
Na parte final desse século, o cultivo da cebola emergiu como uma actividade muito rendosa, e assim se manteve até aos primeiros anos do século XX. A produção destinava-se, sobretudo, à exportação para Inglaterra, e fez valer a alcunha de “ceboleiros” aos naturais de Vilar de Andorinho. Essa relevância económica do produto ficou registada no brasão da freguesia, que ainda hoje ostenta duas cebolas. Outra actividade de relevo foi a criação de gado bovino para exportação, que chegou a ter um peso considerável na economia local.
As lavadeiras de Vilar de Andorinho, que lavavam a roupa das famílias burguesas de Gaia e do Porto, eram conhecidas em toda a região, sendo esta uma das mais emblemáticas actividades da freguesia.
Foram muitos os naturais desta freguesia que ao longo dos últimos séculos partiram para lugares distantes, em busca de melhores condições de vida. É o caso de uma modesta família, de sobrenome Pinto dos Reis, que, partindo para o Brasil, no século XVIII, onde deu origem à família Neto dos Reis, vem a adquirir um elevado estatuto social, sendo toda ela composta por abastados proprietários e importantes capitalistas, alguns deles nobilitados após a independência daquele país.

## Património civil e religioso
- Igreja Paroquial, do século XVII
- Capela de São Lourenço
- Capela de Balteiro
- Capela da Serpente

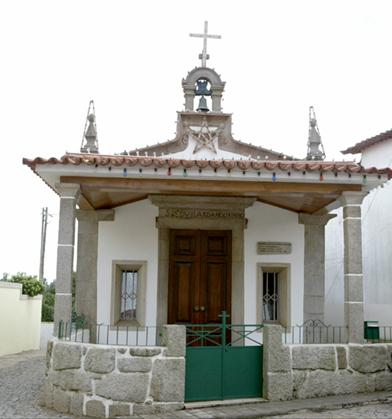
Capela de São Lourenço

- Capela da Quinta de Baixo, particular
- Capela da Quinta de Soeime, particular
- Capela da Quinta da Madre de Deus, particular
- Cruzeiro de São Lourenço
- Castro do Guedes ou de Baiza
- Fonte de Vilar, já referida em documentos do século XVI
- Ponte das Menesas
- Palacete da Mata
- Monumento às Colectividades
- Busto do Escultor Alves de Sousa
- Busto do Padre Floro Dias Alves
- Nichos e fontanários

### Quintas de veraneio e casas nobres
- Quinta de Soeime
- Quinta de Baixo ou Quinta dos Condes de Paço Vitorino
- Quinta da Madre de Deus

### Quintas e antigas casas de lavoura
- Quinta do Outeiro
- Quinta da Mata
- Quinta do Passal (antigo Passal)
- Quinta do Correia ou Quinta da Saudade
- Quinta Maria Dias
- Quinta do Chasco, hoje integrada no Parque Biológico de Gaia
- Casa dos Castros, no lugar de Mariz
- Casa dos Pedrosas, no lugar de Mariz
- Casa na esquina da Rua Salvador da Costa Monteiro com a Rua de Mariz
- Casa do Guedes, no lugar de Mariz
- Casa dos Dias, que pertenceu à família Dias dos Reis (Castro Portugal), no lugar de Baiza
- Casa do Pereira, no lugar de Baiza, já demolida
- Casa dos Cunhas, no lugar de Baiza
- Casa dos Tavares, no lugar de Balteiro
- Conjunto de casas da Rua da Azenha, no lugar de São Lourenço
- Conjunto de casas do lugar da Torre, em Lijó
- Casa do Seixal, em Lijó

### Quintas já desaparecidas
- Quinta da Serpente ou do Monte Grande, vulgarmente conhecida como Quinta da Carneira. Foi vendida para dar lugar à urbanização Vila d'Este. Pertenceu à família Carneiro.
- Quinta da Torre, cujos direitos dominiais foram vendidos, a 29 de Janeiro de 1831, por D. Maria Ana de Noronha Leme Cernache a D. Joana de Meireles da Silva Guedes, senhora da Casa da Aveleda, em Penafiel, e seu filho Manuel Guedes da Silva da Fonseca, Moço Fidalgo com exercício no Paço.
- Quinta da Giesta

## Locais de interesse
- Parque Biológico de Gaia, situado nas freguesias de Avintes e Vilar de Andorinho.

## Personalidades
- António Aranha Leão, Padre: filho de Cosme Aranha, natural de Lever, e de Maria Antónia, natural de Vilar de Andorinho, aí casados a 30 de Abril de 1702. Foi pároco de 1734 até 1794 (60 anos consecutivos), ano em que renunciou a favor de um sobrinho. Tido pelos paroquianos como um homem virtuoso, faleceu em Vilar de Andorinho, com fama de santo, a 11 de Maio de 1801.
- Manuel António de Sousa, mestre pedreiro encarregue da última fase da construção da Igreja e Torre dos Clérigos, era natural de Vilar de Andorinho.
- Santa Gregória, jovem enjeitada que morreu em 14 de Setembro de 1818, com dezenove anos, vitimada provavelmente pela tuberculose. O seu corpo foi desenterrado incorrupto, no dia 28 de Dezembro de 1869, facto que originou a fama de santidade.
- José Maria Maia, Padre: nasceu em Refóios do Lima, a 4 de Fevereiro de 1829, sendo nomeado pároco de Vilar de Andorinho em 1857. Foi um padre estimado pelos paroquianos, tendo leccionado gratuitamente instrução primária durante dezesseis anos, até que, por instâncias suas, foi nomeado um professor régio para a freguesia. Foi transferido para outra paróquia, em 1882.
- Joaquim dos Santos, vilarense que fez fortuna em terras brasileiras, onde adoptou o nome de Joaquim dos Santos Guimarães. Foi um benemérito e veio a ser agraciado com uma comenda. Nasceu a 15 de Julho 1875, no lugar da Giesta, perto do rio Febros, no seio de uma família humilde. Era filho de Manuel Francisco dos Santos, pedreiro, e de Ana Rosa, ambos naturais de Vilar de Andorinho.
- António Alves de Sousa, escultor: autor do Monumento às Guerras Peninsulares, na Rotunda da Boavista, nasceu em Vilar de Andorinho, a 9 de Janeiro de 1884. Faleceu em 1922, estando sepultado no cemitério local.
- Salvador Fernandes Caetano, industrial de grande sucesso no ramo automóvel, nasceu no lugar de São Lourenço, nesta freguesia, no dia 2 de Abril de 1926.
- Floro Dias Alves, Padre: nascido a 11 de Dezembro de 1936, em Vila Maior, Concelho da Feira, foi nomeado em Novembro de 1967 pároco de Vilar de Andorinho, tendo exercido o seu ministério nesta freguesia até à sua morte, no dia 3 de Março de 1999, após ter completado 32 anos ao serviço da Igreja e do povo de Vilar de Andorinho.
- João Domingos da Silva Pinto, futebolista.

## Párocos
- Jerónimo Aires – 1587 a 1622
- Bernardo Rodrigues de Freitas – 1622 a 1626
- João Leal Franco – 1626 a 1635
- Pedro Álvares Pereira – 1635 a 1666
- Fernando Barros Coelho – 1666 a 1671
- António Aranha Leão – 1671 a 1710
- Manuel Moreira Leão – 1710 a 1733
- António Aranha Leão – 1733 a 1794
- João Moreira Aranha – 1794 a 1814
- António Pedrosa de Araújo – 1815 a 1855
- António Joaquim de Almeida Raposo - 7 de agosto de 1855 a 1857
- José Maria Maia – 20 de abril de 1857 a 1882
- António de Sá Teixeira Cardoso – 1882 (nomeação oficial a 29 de janeiro de 1885) a  1914
- Luís Pereira da Silva – 1914 a 1914, 1915 a 1920
- António Cardoso Vilarinho – 1922 a 1936
- José Luciano Valente – 1936 a 1943
- Joaquim Nunes Faria – 1943 a 1967
- Floro Dias Alves – 1967 a 1999
- Jorge Duarte - 1999
- Manuel da Silva Moura - 1999 a 2013
- Albino José Gonçalves Reis - 2013